# 淚光小兔～制服的單戀～
《淚光小兔～制服的單戀～》（日语：なみだうさぎ~~制服の片思い~~）是水瀨藍的日本少女漫畫作品。

## 劇情簡介
字佐見桃花在中學三年級第二學期第一次換位置中，被編去和嗚海空大同學坐。在當天的一節課上，桃花最喜歡的兔子橡皮擦跌在了嗚海的椅子下。桃花叫他幫忙拾起來的時候，嗚海卻沒有聽到，桃花因此對這個鄰座很失望。後來朋友快里更說起嗚海空大的傳言：「他鄰座的女生這一生都交不到男朋友」，渴望交到優秀的男朋友的桃花很失望。也有女生說早上時看到嗚海趴在草地上。快里在他的位置和桃花正聊天時，嗚海很冷漠地說：「讓開！」這讓桃花感到這個鄰座很可怕。
第二天的早上，桃花在學校看到嗚海趴在草地上，但後來發現原來他是在和小狗拍照。在體育課的校外馬拉松時，桃花因為生理期不舒服而坐在路邊，被嗚海看到，最後被嗚海抱回學校的保健室。候桃花發現嗚海並不是其他女生說的那麼可怕，最後更漸漸喜歡上嗚海……。

## 登場人物
宇佐見桃花（うさみ ももか）
本作女主角，超喜歡小兔子的高中女生，中學三年級時喜歡上了鳴海，現與鳴海空大交往。
鳴海空大（なるみ たかひろ）
本作男主角，初中時是個很土氣的男生，高中時是個帥哥，是桃花的男朋友。擅長攝影，不過對於拍人有點苦手。
天野涼太（あまの りょうた）
嗚海空大自幼時的好朋友，後來喜歡上桃花。
長谷川萌愛（はせがわ もあ）
超人氣模特兒，鳴海空大的青梅竹馬及女朋友(現已分手)。小時候雙親在意外事故中死亡。
二宮快里（にのみや かいり）
桃花的好朋友，雜誌模特兒，知道桃花喜歡嗚海而全力支持桃花。
野田皐月（のだ さつき）
桃花的好朋友，知道桃花喜歡嗚海而全力支持桃花。
阿久津淳（あくつ　じゅん）
在高中合宿時和桃花認識，個性開朗。曾向桃花告白後被拒絕，現與快里交往中。
久遠斗真（くおん　とうま）
大家在旅行時巧遇的男生，是阿久津的朋友，與桃花在同一間可麗餅店打工，對桃花有好感。
鮫島廣真（さめじま ヒロキ）
鳴海憧憬的16歲攝影家少女，喜歡鳴海。
鳴海夕凪（なるみ ゆうなぎ）
鳴海的妹妹，喜歡跟桃花一起玩。

## 出版書籍

### 單行本
日版
第一集 2009年12月24日發售、ISBN 978-4-09-132798-7
第二集 2010年3月26日發售、ISBN 978-4-09-133038-3
第三集 2010年6月25日發售、ISBN 978-4-09-133247-9
第四集 2010年9月24日發售、 ISBN 978-4-09-133347-6
第五集 2011年1月26日發售、ISBN 978-4-09-133528-9
第六集 2011年4月26日發售、ISBN 978-4-09-133834-1
第七集 2011年7月26日發售、ISBN 978-4-09-133670-5
第八集 2011年10月26日發售、ISBN 978-4-09-134130-3
第九集 2012年2月24日發售、ISBN 978-4-09-134286-7
第十集 2012年5月25日發售、ISBN 978-4-09-134519-6
台版
第一集 2010年10月7日發售、ISBN 4713469355258
第二集 2010年11月22日發售、ISBN 4713469356415
第三集 2011年1月3日發售、ISBN 4713469357504
第四集 2011年4月29日發售、ISBN：4713469359713
第五集 2011年8月17日發售、ISBN：4716814192249
第六集 2011年12月9日發售、ISBN：4716814194342
第七集 2012年3月7日發售、ISBN：4716814197619
第八集 2012年8月4日發售、ISBN：4716814199422
第九集 2013年1月22日發售、ISBN：4715409854494
第十集 2013年2月7日發售、ISBN：4715409856306

## 外部連結
- （日語） 小学館コミック -Sho-Comiねっと-